# Franz Winiewski
Franz Winiewski (* 8. Oktober 1802 in Thorn; † 4. Juni 1874 in Münster in Westfalen) war ein deutscher klassischer Philologe.

## Leben
Winiewski war der Sohn eines Schusters. Nach der Reifeprüfung am Gymnasium zu Thorn studierte Winiewski von 1821 bis 1824 Klassische Philologie an der Berliner Universität, wo ihn August Boeckh und Friedrich August Wolf beeinflussten. Anschließend trat er den Vorbereitungsdienst für das Lehramt an Gymnasien an und unterrichtete am Friedrich-Wilhelms-Gymnasium, bis er 1825 als Privatdozent für Philologie und Geschichte an die Theologische und Pädagogische Akademie Münster berufen wurde. Hier trat er 1834 in die Pädagogische Prüfungskommission ein, der er bis 1871 angehörte.
Aufgrund seiner Lehr- und Forschungsarbeit wurde Winiewski 1829 zum außerordentlichen Professor und Bibliothekar an der Paulinischen Bibliothek ernannt. Nachdem er 1838 seine Promotion in Gießen nachgeholt hatte, wurde er im selben Jahr zum ordentlichen Professor ernannt, 1853 zum Zweiten Direktor des Philologischen Seminars. Nach dem Tod des Ersten Seminarsdirektors Ferdinand Deycks (1867) wurde Winiewski 1868 zu seinem Nachfolger ernannt. Bereits 1855 hatte er den Roten Adlerorden IV. Klasse erhalten, 1864 war er zum Geheimen Regierungsrat und 1867 zum Oberbibliothekar ernannt worden.
Neben seiner Tätigkeit in Akademie und Prüfungskommission gehörte Winiewski ab 1849 dem Stadtverordnetenkollegium an (seit 1867 als Vorsteher) und ab 1851 dem Kuratorium der Realschule und der Provinzialgewerbeschule. Als Forscher trat Winiewski besonders durch einen Kommentar zur Kranzrede des Demosthenes (1829) und durch ein Verzeichnis der Programmabhandlungen der preußischen Gymnasien (1844) hervor.